# Шанхайский университет Цзяотун
Шанхайский университет Цзяотун (кит. 上海交通大学, англ. Shanghai Jiao Tong University, Шанхайский университет транспорта) — государственный исследовательский университет, расположенный в Шанхае (Китай). Основанный в 1896 году имперским эдиктом, изданным императором Гуансюй, университет известен как один из старейших и наиболее престижных высших учебных заведений в Китае. Является членом лиги C9. Кроме того, университет ежегодно выпускает Академический рейтинг университетов мира.

## История
В 1896 году имперским эдиктом императора Гуансюй в Шанхае была основана Наньянская общественная школа (кит. 南洋公學), состоящая из средней школы, старшей школы, школы иностранных языков и педагогического колледжа. Шэн Сюаньхуай, подавший идею императору, стал первым директором школы, а также считается её основателем. В 1904 году заботу о школе взяло на себя министерство торговли, а через год она сменила название на Имперский политехнический колледж Министерства торговли. В 1906 году колледж перешел в юрисдикцию Министерства почты и телеграфа и стал называться Шанхайской промышленное училище Министерства почты и телеграфа. После образования Китайской республики, колледж перешел в ведение Министерства связи, и его имя вновь изменилось, на этот раз на Правительственный технологический институт Министерства связи. В 1920 году институт был объединен с двумя колледжами и стал называться Nan Yang College of Chiao Tung. В 1938 году он перешел под управление Министерства образования и был переименован в Национальный университет транспорта. В 1943 при нём была учреждена аспирантура.
После поражения Гоминьдана в гражданской войне и отступления на Тайвань туда эвакуировалась часть преподавателей и выпускников, образовав в 1958 году Национальный университет транспорта.
В рамках политики создания специализированных школ советского типа, некоторые факультеты университета перешли к другим учебным заведениям. Серьезная перестановка произошла в 1956 году, когда центральное правительство приказало университету переехать в Сиань в провинции Шэньси. Туда было перенесено около 60 % факультетов, а оставшаяся часть была официально переименована в Шанхайский университет транспорта.
В 2005 году в состав университета в качестве Медицинской школы вошел Шанхайский второй медицинский университет. В 2013 году на базе университета транспорта открылись 2 курса онлайн-обучения.

## Корпуса и филиалы
Университет состоит из пяти городков, расположенных в районах Сюйхуэй, Миньхан, Лувань, Цибао и Фахуа. Общая площадь составляет более 4839 гектар.
Изначально главный кампус университета был расположен в Сюйцзяхуэй. Большинство зданий на территории кампуса были созданы под влиянием американской архитектуры, в то время как главные ворота, построенные в 1935 году, представляли традиционный китайский стиль и напоминали Врата Небесного Спокойствия. Копия этих ворот была затем построена при кампусе в Миньхан. В Сюйхуэй были построены первые здания колледжа: училище (1898), первая библиотека (1919), спортзал (1925), административное здание (1933), здание Синьцзян (1953), новый Высший колледж (1955), второе учебное здание (1960), библиотека Бао Чжаолун (1985) и высокотехнологичное здание Хаожань (1996). Однако позднее большинство подразделений переехало в новый кампус Миньхан.
Кампус Миньхан, основанный в 1987 году, занимает территорию в 2822 тыс. м². Здесь в настоящее время расположено большинство административных и учебных подразделений, а также занимается большая часть студентов и аспирантов.
В Луване находится бывший кампус второго медицинского университета, а в Цибао бывший кампус Шанхайского сельскохозяйственного колледжа, который был присоединен к университету в 1999 году. В Фахуа расположен ассоциированный с университетом колледж экономики и управления.

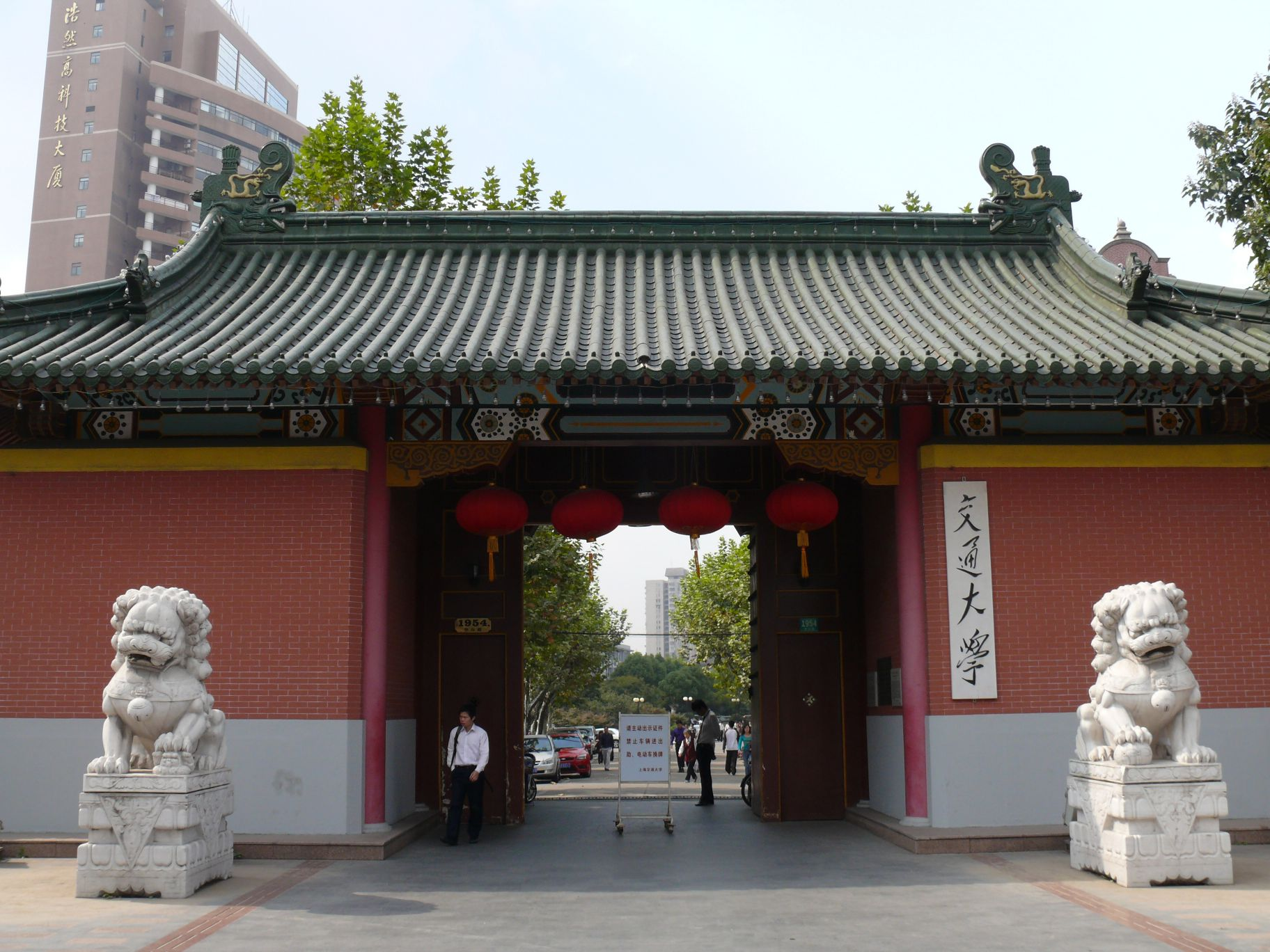
Главные ворота Шанхайского университета транспорта
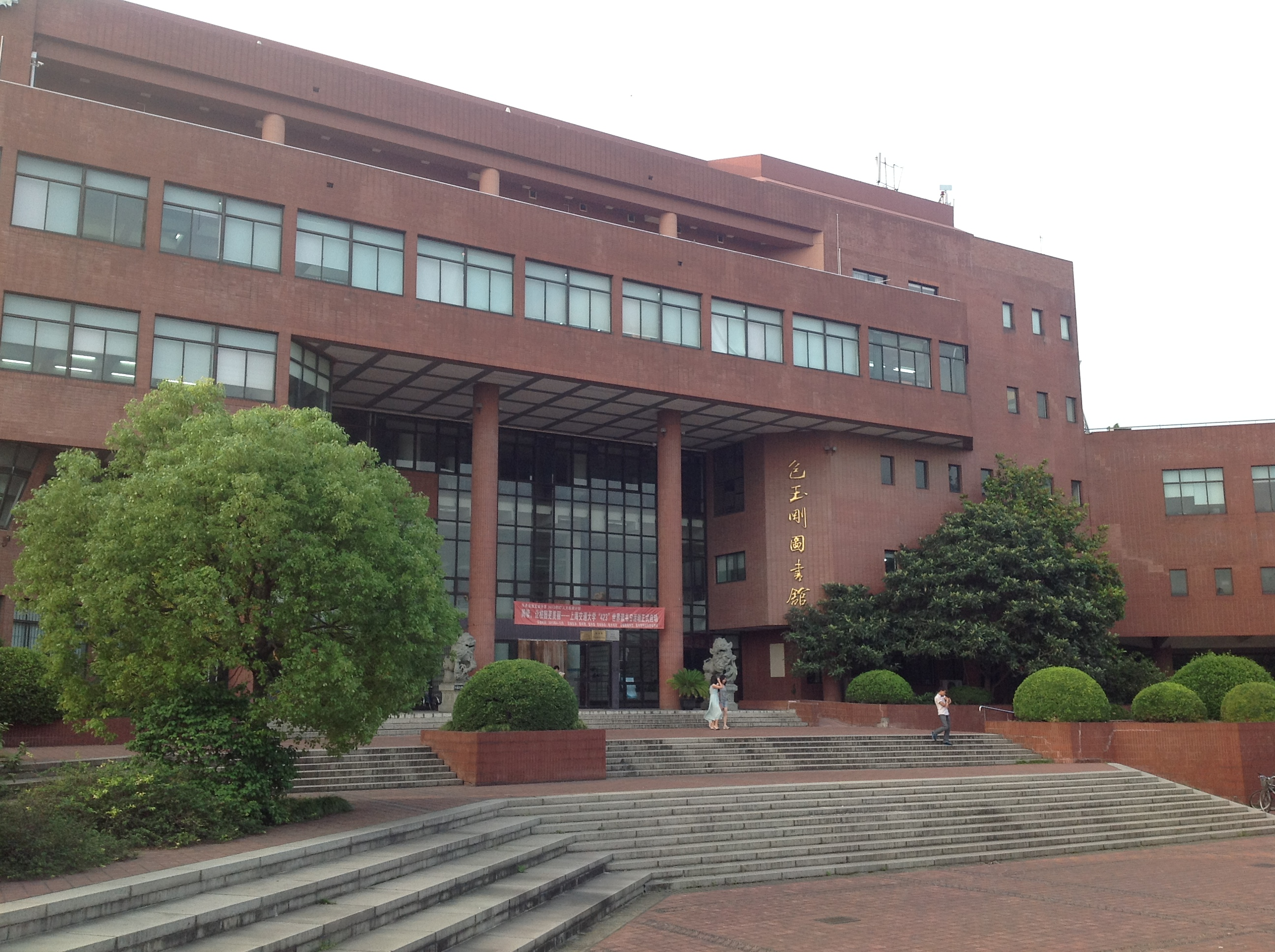
Библиотека кампуса Миньхан
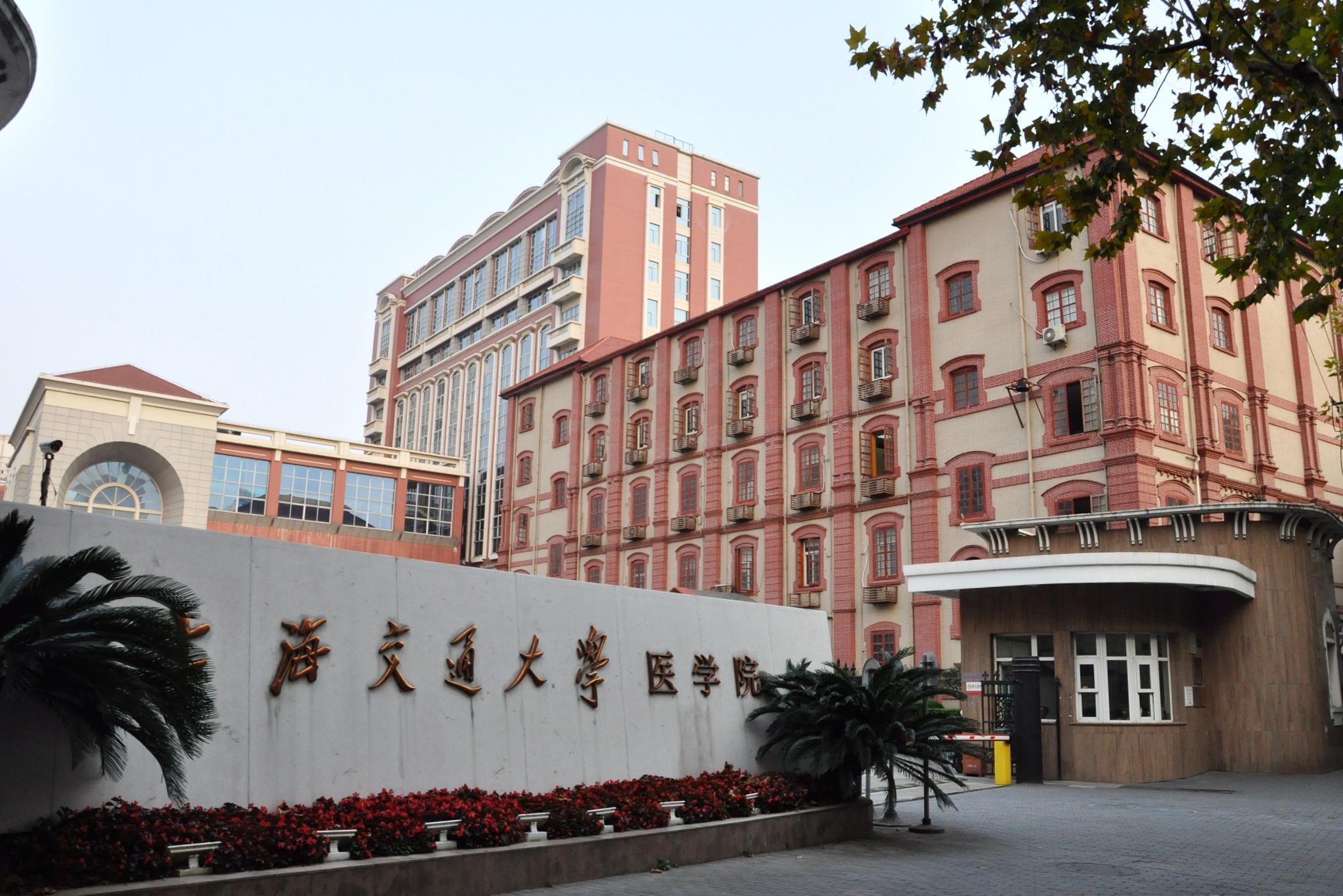
Кампус медицинской школы

## Известные выпускники
- Ван Ань
- Дин Гуаньгэнь
- Дин Цзюньхуэй
- У Вэньцзюнь
- Хэ Цзосю
- Чэнь Чжу (2-й мед. университет)
- Цянь Сюэсэнь
- Яо Мин